# Rakowo Małe
Rakowo Małe [raˈkɔvɔ ˈmawɛ] (deutsch Köllmisch Rakowen, 1938 bis 1945 Köllmisch Rakau) ist ein Dorf in der polnischen Woiwodschaft Ermland-Masuren und gehört zur Landgemeinde Biała Piska (Bialla, 1938 bis 1945 Gehlenburg) im Powiat Piski (Kreis Johannisburg).

## Geographische Lage
Rakowo Małe liegt im südlichen Osten der Woiwodschaft Ermland-Masuren, 29 Kilometer nordöstlich der Kreisstadt Pisz (deutsch Johannisburg).

## Geschichte
Das vor 1597 Rakowen, danach bis 1938 Köllmisch Rakowen genannte Gutsdorf wurde 1874 in den neu errichteten Amtsbezirk Monethen (polnisch Monety) eingegliedert, der bis 1945 bestand und zum Kreis Johannisburg im Regierungsbezirk Gumbinnen (ab 1905: Regierungsbezirk Allenstein) in der preußischen Provinz Ostpreußen gehörte. Im Gutsbezirk Köllmisch Rakowen waren im Jahre 1910 insgesamt 93 Einwohner registriert.
Aufgrund der Bestimmungen des Versailler Vertrags stimmte die Bevölkerung im Abstimmungsgebiet Allenstein, zu dem Köllmisch Rakowen gehörte, am 11. Juli 1920 über die weitere staatliche Zugehörigkeit zu Ostpreußen (und damit zu Deutschland) oder den Anschluss an Polen ab. In Köllmisch Rakowen stimmten 40 Einwohner für den Verbleib bei Ostpreußen, auf Polen entfiel keine Stimme.
Am 30. September 1928 gab Köllmisch Rakowen seine Eigenständigkeit auf und schloss sich mit dem Gutsbezirk Andreaswalde (polnisch Kosinowo) zur neuen Landgemeinde Andreaswalde zusammen. Am 3. Juni (amtlich bestätigt am 16. Juli) des Jahres 1938 wurde Köllmisch Rakowen aus politisch-ideologischen Gründen der Vermeidung fremdländisch klingender Ortsnamen in „Köllmisch Rakau“ umbenannt.
In Kriegsfolge kam das Dorf 1945 mit dem gesamten südlichen Ostpreußen zu Polen und trägt seither die polnische Namensform „Rakowo Małe“. Heute ist es Sitz eines Schulzenamtes  (polnisch Sołectwo) und als solches eine Ortschaft im Verbund der Gmina Biała Piska (Landgemeinde Bialla, 1938 bis 1945 Gehlenburg) im Powiat Piski (Kreis Johannisburg), bis 1998 der Woiwodschaft Suwałki, seither der Woiwodschaft Ermland-Masuren zugehörig.

## Kirche
Köllmisch Rakowen resp. Köllmisch Rakau war bis 1945 in die evangelische Kirche Baitkowen (1938 bis 1945 Baitenberg, polnisch Bajtkowo) in der Kirchenprovinz Ostpreußen der Kirche der Altpreußischen Union und in die römisch-katholische Kirche in Johannisburg (polnisch Pisz) im Bistum Ermland eingepfarrt.
Heute gehört Rakowo Małe zur katholischen Pfarrei Bajtkowo im Bistum Ełk der römisch-katholischen Kirche in Polen. Die evangelischen Einwohner halten sich zu der Kirchengemeinde in Biała Piska, einer Filialgemeinde der Pfarrei Pisz (Johannisburg) in der Diözese Masuren der Evangelisch-Augsburgischen Kirche in Polen.

## Verkehr
Rakowo Małe liegt südlich der Woiwodschaftsstraße 667 und ist über Monety (Monethen) zu erreichen. Außerdem führt eine Nebenstraße von Rożyńsk Wielki (Groß Rosinski, 1938 bis 1945 Großrosen) nach Rakowo Małe.
Die nächste Bahnstation ist Bajtkowo an der Bahnstrecke Olsztyn–Ełk (deutsch Allenstein–Lyck).